# Valea Viilor
Valea Viilor és el poble de residència de la comuna del mateix nom al comtat de Sibiu, Transsilvània (Romania). La localitat s'anomena col·loquialment Vorumloc o Vorumbloc, i en maghiară Nagybaromlak, col·loquial Baromlaka, en trad. "Fira del bestiar", en el dialecte saxó Wormloch, Vurmliχ, en germană Wurmloch. L'església fortificada del segle XIV, dedicada originalment a Sant Pere, forma part de la Llista del Patrimoni Mundial de la UNESCO des de 1999.

## Ubicació
Valea Viilor es troba al nord del comtat de Sibiu, a una distància de 14 km. de la ciutat de Mediaș, a la carretera comarcal 142G Motiș - Valea Viilor - DN14.
El poble està situat en una zona vitivinícola coneguda.

## Història
Les excavacions arqueològiques aporten testimonis materials d'un habitatge des de l'antiguitat, per això al territori del poble es van descobrir una destral de pedra neolítica i un braçalet de bronze de principis de l'edat del ferro. L'any 1875, al lloc anomenat "Saló", es van descobrir dos recipients de fang i una destral de bronze amb un forat a la cua, datats de l'edat del bronze. Al límit del poble, a la part sud-oest, es van descobrir blocs de pedra amb forma i restes d'una capa de cultura provincial romana.
La ciutat s'esmenta per primera vegada a la història l'any 1263 com posessio Barwmlak. El 1305, després de la mort del comte Apafi, el propietari de la comuna, els seus fills Gregor i Jacob, van compartir diverses possessions, inclosa la terra de Baromlak. El 1357 Gebhard de Vorumloc era el líder dels sacerdots sol·licitants del deganat xeic contra el bisbe d'Alba Iulia, en matèria del delme. El 1411, l' abat de Cluj-Mănăștur va reclamar la ciutat de Vorumloc, que considerava la seva possessió.
Des de 1999, tot el jaciment arqueològic és Patrimoni de la Humanitat per la UNESCO.

### l'Església
Sembla que a l'emplaçament de l'actual església fortificada hi havia una església romànica més antiga, les restes de la qual es veien sota el terra de la sagristia. Durant el segle xiv s'iniciaren les obres de l'església gòtica dedicada a Sant Pere. A principis del segle xvi, l'església va sofrir algunes modificacions i es va fortificar.
Al costat de l'església actual hi ha una capella dedicada a Sant Ciriac (Chiriac o Țiriac), testimoniada l'any 1446.

### Fortificació
L'església està envoltada per un únic recinte ovalat, al qual s'accedeix per una volta de volta situada a la banda de ponent, que es podria tancar amb una grada. Encara es conserven tres baluards als flancs, als quatre punts cardinals. Els murs arriben als 6–7 metres d'alçada i tenen muralles i forats de llançament recolzats en consoles.

## Variar
Un dels personatges de la novel·la Atemschaukel, per la qual Herta Müller va rebre el Premi Nobel de Literatura l' any 2009, és Sarah Kaunz, una dona saxona de Wurmloch, deportada a la Unió Soviètica juntament amb "l'altra Sarah" - Sarah Wandschneider, de Kastenholz. (Casolț).

## Economia
L'economia d'aquesta localitat es basa en: activitats en l'àmbit de les construccions i materials de construcció, la indústria primària de transformació de la fusta, la producció de peces d'automòbil, freseria i fleca, comerç, serveis i turisme. Tanmateix, l'activitat principal és predominantment agrícola, basada en el cultiu de plantes i la ramaderia.

## Monuments

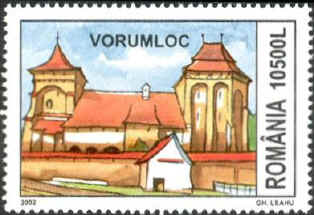
Església fortificada saxona

- Església evangèlica, construïda al segle XV XIV - XVI
- Església Ortodoxa dedicada als "Arcàngels Miquel i Gabriel"
- Casa commemorativa de Marțian Negrea
- Bust de Marțian Negrea, inaugurat el 2003[6]
- Monument als Herois Saxons de la Primera Guerra Mundial

El monument dels herois romanesos de la Segona Guerra Mundial es troba a la str. Principal núm. 200 i es va donar a conèixer l'any 1950, en memòria dels herois romanesos caiguts a la Segona Guerra Mundial. El monument té forma de piràmide, amb una base de 2/1,5 m, essent de formigó mosaic, i la tanca està feta amb una tanca d'acer de formigó. Al frontispici hi ha una inscripció commemorativa.

## Fills il·lustres
- Marțian Negrea (1893 - 1973), compositor.

## Galeria d'imatges

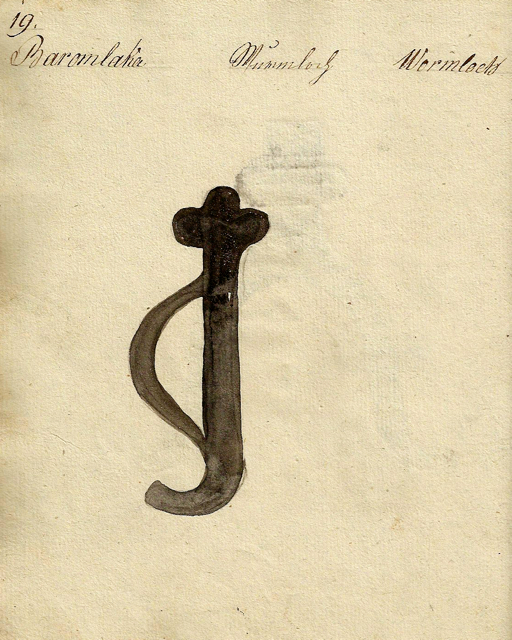
1826 - Danga per al bestiar a Vorumloc
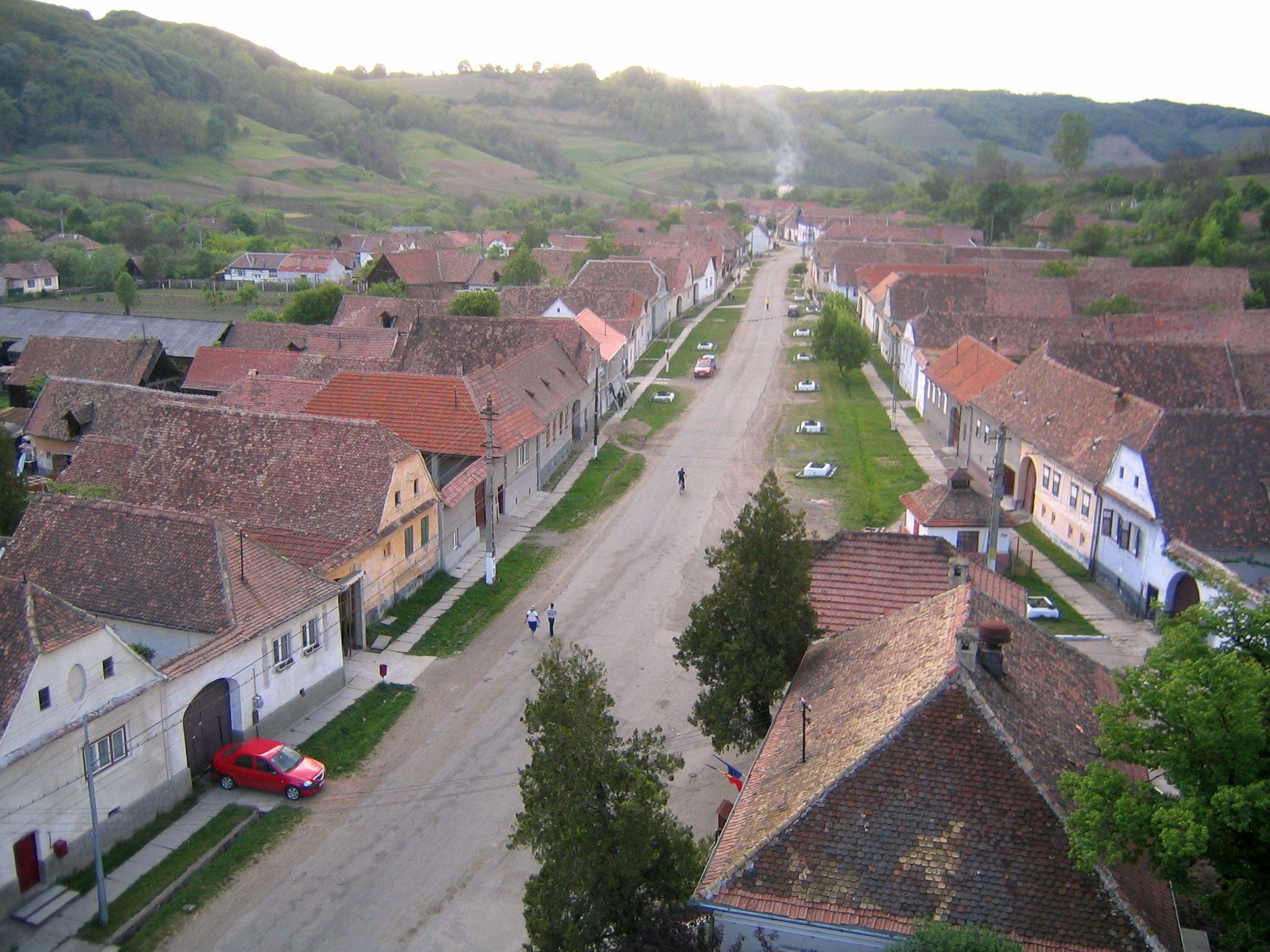
Vista des de la torre de l'església fortificada
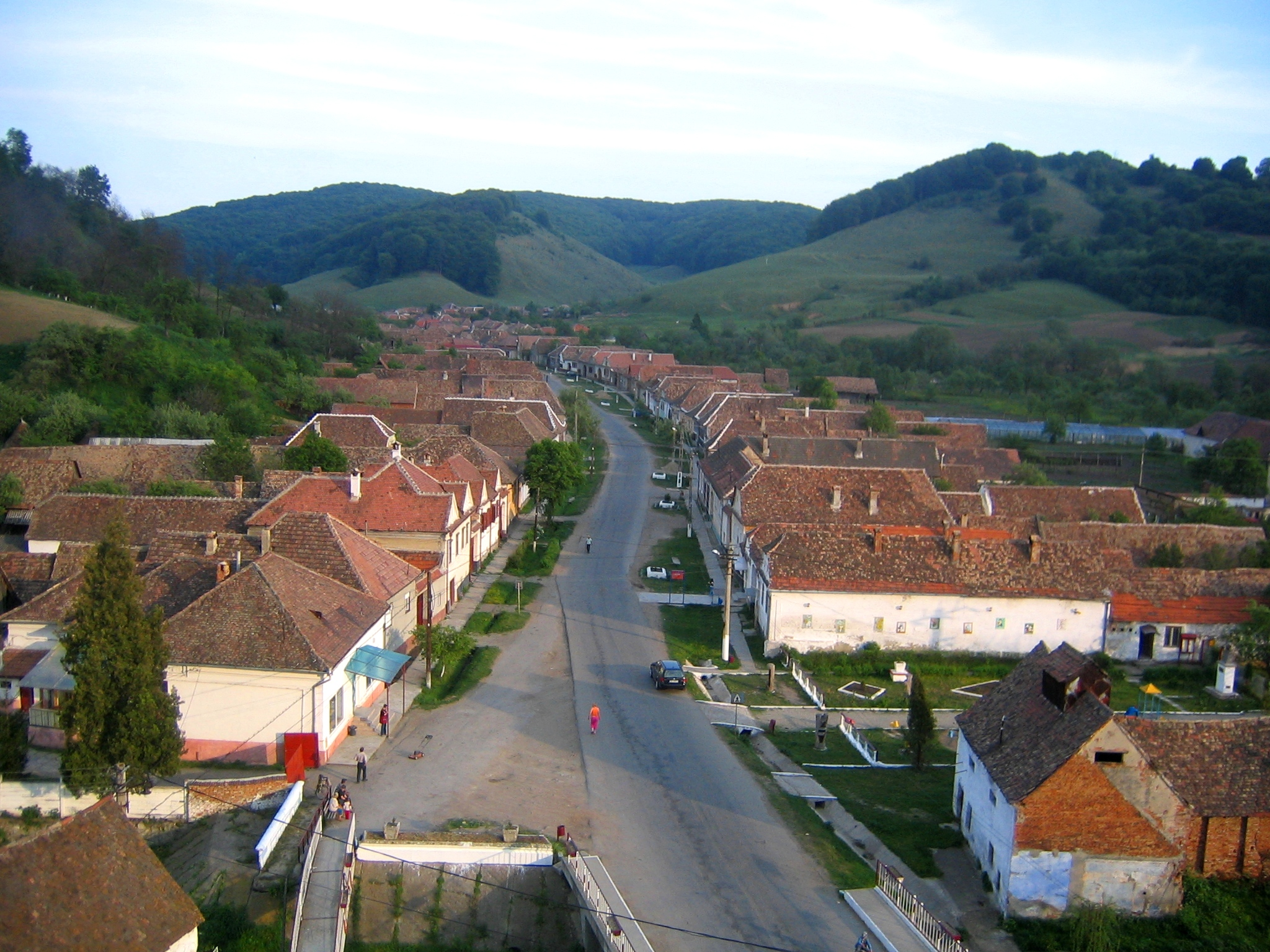
Vista des de la torre de l'església fortificada
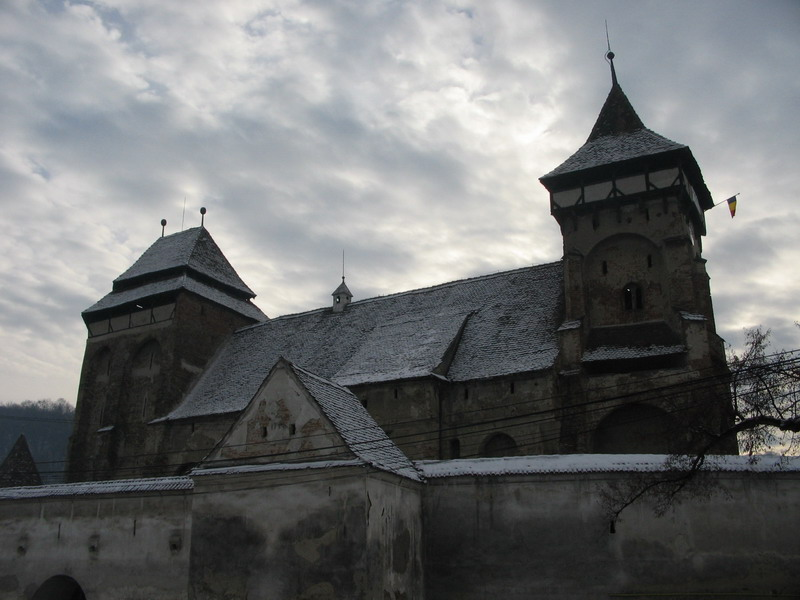
Església fortificada de Valea Viilor
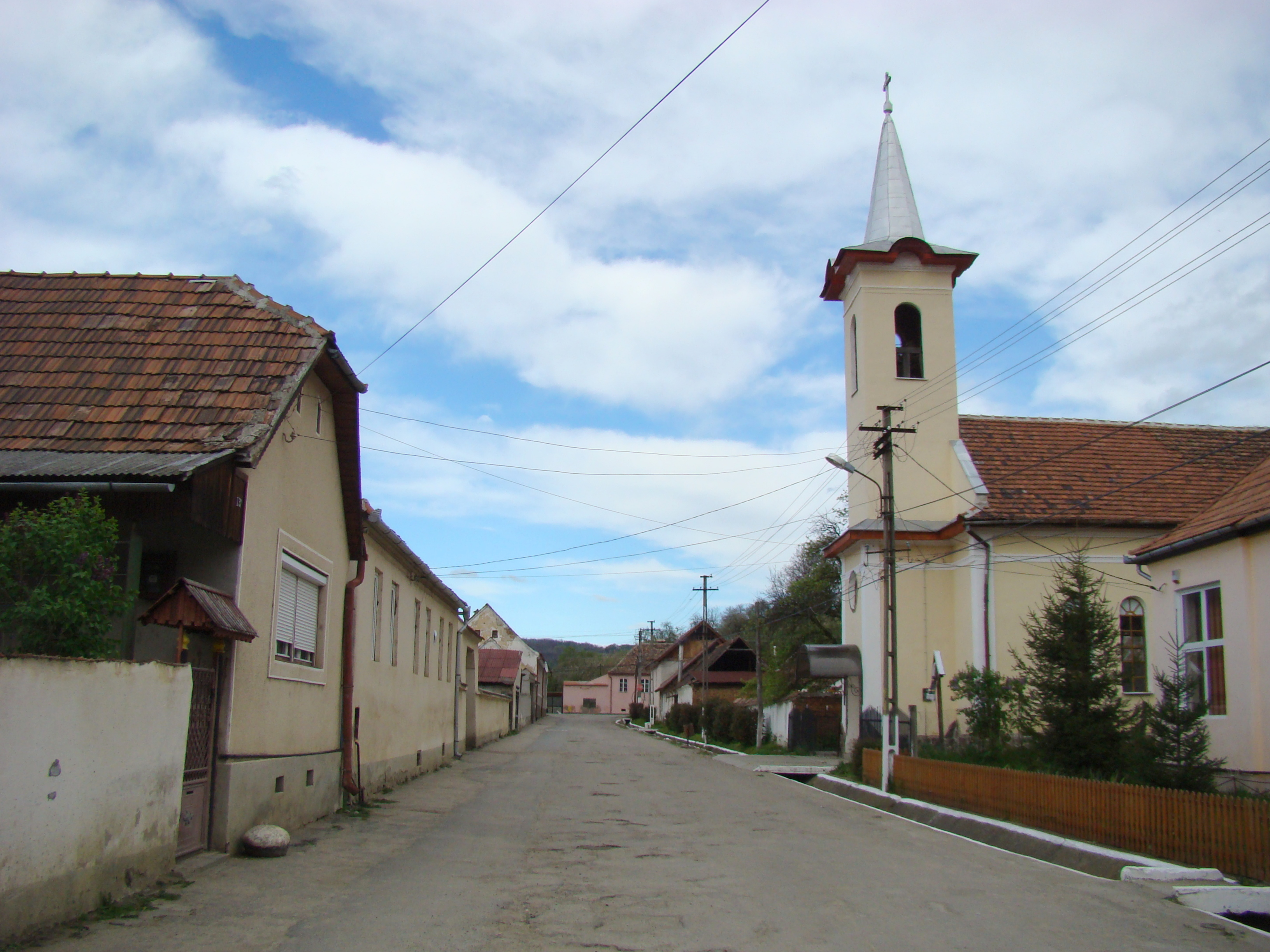
Església Romanesa Unida (grega catòlica)